# Jolo (sopka)
Jolo je aktivní skupina sopek na filipínském ostrově Jolo. Nejvyšší bodem je Tumatangas, dosahujíc nadmořské výšky 811 m. V současnosti není skupina činná. Neeviduje se u ní žádná potvrzená holocenní erupce.

## Popis

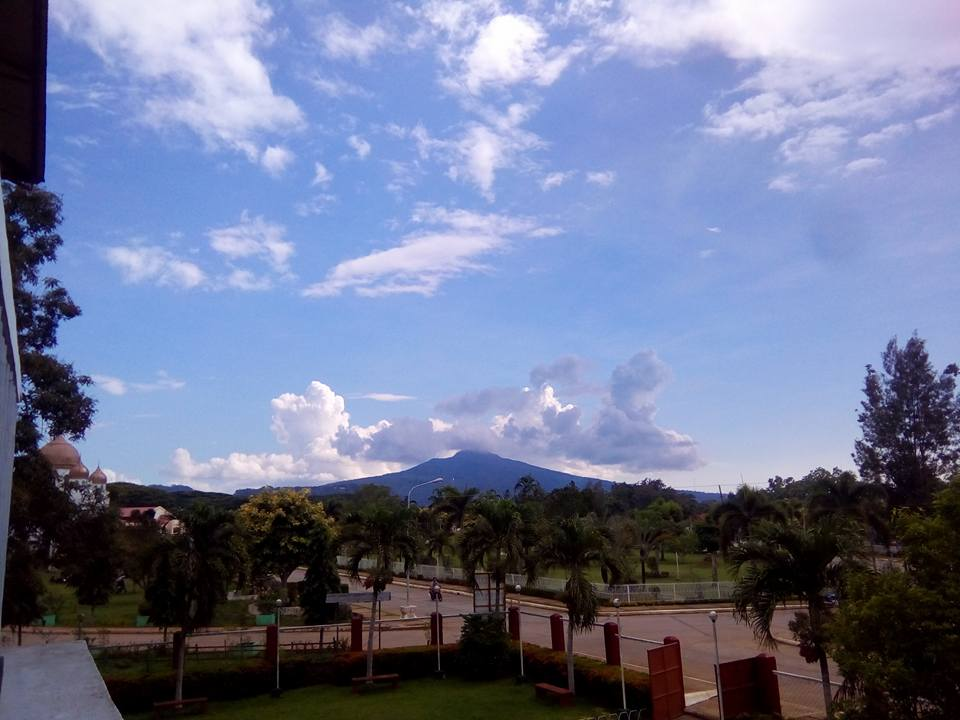
Sopka Bud Dajo

Skupina zahrnuje velké množství struskových kuželů, maarů a kráterových jezer. Horniny tvoří zejména čedič a taktéž andezit. Připisovala se jí velká erupce 4. ledna 1641. Pozdější výzkumy však ukázaly, že zdrojem byla Parker, ležící na 430 km vzdáleném ostrově Mindanao. V září roku 1897 došlo v oblasti ke dvou silným zemětřesením, doprovázenými vlnou tsunami. Vznikly spekulace o možné sopečné erupci poblíž jezera Seit, ale neexistovala žádná přímá pozorování ani pozdější důkazy o vulkanismu.